# 守山消防署
守山消防署（もりやましょうぼうしょ）は、愛知県名古屋市守山区を管轄する名古屋市消防局の消防署。

## 歴史
1950年（昭和25年）11月に東春日井郡守山町は消防組織法制定に伴い、同町小幡西新13番地に消防本部を設置した。1954年（昭和29年）8月には守山町が市制施行に伴い、守山市と改称され、同時に守山市消防署となった。また、編入された志段味地区について、同年11月に志段味出張所を設置している。守山市消防署は隣接する名古屋市消防署とも協定を締結していたという。この協定は「消防部隊相互応援協定」と称したもので、消防組織法第22条の規定に則って、名古屋市と周辺町村が1949年（昭和24年）8月9日付で締結した。この協定の2条により、守山町一円は通常火災が発生した場合に、名古屋市東消防署からの応援出動を受けることとなっていた。
守山市は1963年（昭和38年）2月15日、名古屋市に編入されるに至り、同市消防署も名古屋市守山消防署として改組され、同時に志段味出張所も名古屋市守山消防署の出張所となった。また、前述の消防部隊相互応援協定については、協定区域から除外された。
その後、1971年（昭和46年）4月16日には守西出張所、1978年（昭和53年）5月17日には大森出張所が設置され、3出張所体制により消火体制を整えている。

## 出張所
| 出張所       | 住所                              | 画像 | 備考 (★印は救急隊のある出張所) (◎印は救助隊のある出張所) |
| ------------ | --------------------------------- | ---- | -------------------------------------------------------- |
| 守西出張所   | 守山区鳥羽見2-20-12               |      | ★                                                        |
| 志段味出張所 | 守山区大字下志段味字長廻間2280-12 |      | ★                                                        |
| 大森出張所   | 守山区大森1-2016                  |      | ◎                                                        |